# Wegwielrennen op de Paralympische Zomerspelen 2020 - Tijdrit mannen H3
De tijdrit mannen H3 bij het wegwielrennen tijdens de XVIe Paralympische Zomerspelen, vond plaats op de Fuji Speedway een racecircuit in de Japanse prefectuur Shizuoka.

## Uitslag
| #      | renners                     | renners | tijd     | tijd     |
| ------ | --------------------------- | ------- | -------- | -------- |
| Goud   | Walter Ablinger             | AUT     | 43:39.17 |          |
| Zilver | Vico Merklein               | GER     | 43:41.06 | +1.89    |
| Brons  | Luis Miguel García-Marquina | ESP     | 43:48.68 | +9.51    |
| 4      | Ruslan Kuznetsov            | RPC     | 43:49.24 | +10.07   |
| 5      | Paolo Cecchetto             | ITA     | 44:03.16 | +23.99   |
| 6      | Ryan Pinney                 | USA     | 44:41.34 | +1:02.17 |
| 7      | Heinz Frei                  | SUI     | 44:48.44 | +1:09.27 |
| 8      | Jean-François Deberg        | BEL     | 45:14.66 | +1:35.49 |
| 9      | Rafal Szumiec               | POL     | 45:26.77 | +1:47.60 |
| 10     | Riadh Tarsim                | FRA     | 45:28.05 | +1:48.88 |
| 11     | Joey Desjardins             | CAN     | 46:13.88 | +2:34.71 |
| 12     | Alex Hyndman                | CAN     | 47:00.95 | +3:21.78 |
| 13     | Anej Doplihar               | SLO     | 47:23.84 | +3:44.67 |
| 14     | Israel Rider Ibáñez         | ESP     | 47:52.51 | +4:13.34 |
| 15     | Tomáš Mošnička              | CZE     | 49:33.46 | +5:54.29 |
| 16     | Charles Moreau              | CAN     | 51:35.43 | +7:56.26 |